# Rhinolophus montanus
Rhinolophus montanus (Goodwin, 1979) è un Pipistrello della famiglia dei Rinolofidi endemico dell'isola di Timor.

## Descrizione

### Dimensioni
Pipistrello di piccole dimensioni, con la lunghezza della testa e del corpo tra 48 e 50 mm, la lunghezza dell'avambraccio tra 44 e 45,8 mm, la lunghezza della coda tra 25 e 31 mm e la lunghezza delle orecchie tra 25 e 27 mm.

### Aspetto
La pelliccia è lanosa. Le parti dorsali sono bruno-grigiastre scure brizzolate, più scure sul collo mentre le parti ventrali sono più chiare con la punta dei peli più chiara. Le orecchie sono enormi. La foglia nasale presenta una lancetta triangolare, un processo connettivo alto e con il profilo arrotondato, una sella molto larga con la base unita al largo setto tra le narici e i bordi che convergono gradualmente verso l'estremità troncata. La porzione anteriore è larga, copre completamente il muso ed ha una foglietta supplementare sotto di essa. Il labbro inferiore ha tre solchi longitudinali. La coda è lunga ed inclusa completamente nell'ampio uropatagio. Il primo premolare superiore è situato lungo la linea alveolare.

## Biologia

### Comportamento
Si rifugia all'interno di grotte in piccoli gruppi di 6-7 individui distanziati uno dall'altro.

### Alimentazione
Si nutre di insetti.

## Distribuzione e habitat
Questa specie è conosciuta soltanto nella grotta di Quoto Lou, vicino Ermera, nella parte occidentale di Timor Est.
Vive nelle foreste a circa 1.220 metri di altitudine.

## Conservazione
La IUCN Red List, considerato che questa specie è conosciuta soltanto dall'olotipo e da pochi altri individui catturati nel 1979, classifica R.montanus come specie con dati insufficienti (DD).